# Mabel Wheeler Daniels
Pour les articles homonymes, voir Wheeler et Daniels.
Mabel Wheeler Daniels, née le 27 novembre 1877 ou le 27 novembre 1878 à Swampscott dans le Massachusetts et morte le 10 mars 1971 à Boston ou à Cambridge dans le même État, est une compositrice, cheffe d'orchestre et professeure américaine. Elle fréquente le Radcliffe College et étudie avec George Whitefield Chadwick avant de se rendre en Allemagne pour poursuivre ses études avec Ludwig Thuille à Munich. À son retour aux États-Unis, elle devient cheffe du département de musique au Simmons College, où elle travaille jusqu'en 1918. Elle continue à travailler jusqu'à tard dans sa vie, et reçoit des doctorats honorifiques de l'Université de Boston et de Tufts. Une grande partie de sa production était chorale, bien qu'elle ait écrit une poignée d'opérettes et quelques œuvres orchestrales et de musique de chambre.

## Biographie

### Jeunesse et formation
Mabel Wheeler Daniels naît à Swampscott dans le Massachusetts le 27 novembre 1877 ou le 27 novembre 1878. Elle est la fille de George Frank Daniels et de Sarah Mariah Wheeler, membres du chœur Société Handel-et-Haydn de Boston. Son père a également été président de la société pendant de nombreuses années. Dès son plus jeune âge, Mabel fait preuve de talent musical et elle étudie le piano avec plusieurs professeurs locaux. À l'âge de dix ans, elle compose de petites pièces pour piano, dont "The Fairy Charm Waltz", qui a été conservée. 
Elle fréquente le Radcliffe College, où elle chante la soprano[réf. souhaitée]. Elle chante au glee club (en), pour lequel elle écrit plusieurs opérettes. En plus de ses performances, Daniels continue à écrire et à diriger deux opérettes d'élèves.[réf. souhaitée] En 1900, Mabel est diplômée magna cum laude de Radcliffe.[réf. souhaitée] Elle étudie l'orchestration avec George Chadwick au New England Conservatory of Music et devient en 1902 la première femme dans la classe de lecture de partition de Ludwig Thuille au Conservatoire de Munich. Lors de son voyage à Munich, Daniels insiste avec audace pour auditionner pour le cours de lecture de partitions de Bernhard Stavenhagen. Jusque-là, aucune femme n'avait réussi à être admise dans la classe. Mabel se souvient de l'expérience qu'elle a vécue en auditionnant pour ce poste devant une classe de 30 hommes :[réf. souhaitée]
« Vous auriez pu entendre une quille tomber, l'endroit était si calme. . . » « Alors que je m'asseyais devant le clavier, j'ai entendu un des hommes pouffer de rire. C'est réglé ! J'étais obligée de faire ou de mourir, et avec une sérénité contre nature, j'ai joué les mesures mises devant moi sans me tromper. Personne n'a ri quand j'ai fini. ».

### Carrière et plus tard dans la vie
De 1911 à 1913, elle dirige le Radcliffe Glee Club et du programme musical de la Bradford Academy[réf. souhaitée]. 
Mabel est nommée directrice du programme de musique au Simmons College de 1913 à 1918. Parallèlement à ses succès professionnels, Daniels créé différents prix et fonds pour les étudiants en composition du Radcliffe College. En 1933, Mabel reçoit un doctorat honorifique de l'Université de Tufts, puis plus tard en 1939, elle reçoit les mêmes distinctions de l'Université de Boston.[réf. souhaitée]

### Mort
Elle meurt le 10 mars 1971 à Boston ou à Cambridge au Massachusetts.

## Compositions notables
En 1913, Mabel présente son œuvre chorale / orchestrale "The Desolate City, op.21.". Interprétée à la MacDowell Colony dans le New Hampshire, Mabel a été très bien accueillie. Pendant 24 étés, Mabel retourne à la colonie MacDowell et finit par s'inspirer d'une de ses pièces les plus connues, "Deep Forest, op.34, no. 1" de 1923-33. "Deep Forest" sera interprété plus tard au Carnegie Hall (1939). La pièce est bien connue pour illustrer son passage des techniques de composition germaniques à un "vocabulaire musical plus impressionniste". Deux autres pièces ont été écrites spécialement pour les 50e et 75e anniversaires de Radcliffe, respectivement "Exultate Deo" et "A Psalm of Praise".[réf. souhaitée]